# Kunstsprog
 Der er for få eller ingen kildehenvisninger i denne artikel, hvilket er et problem. Du kan hjælpe ved at angive troværdige kilder til de påstande, som fremføres i artiklen.

Et kunstsprog (også kaldet plansprog) er et opdigtet sprog, et som er bevidst udtænkt i modsætning til såkaldt naturlige sprog (også kaldet etnisk sprog).
Kunstsprog kan laves af mange forskellige grunde. Volapük, ido og esperanto er lavet for at virke som internationale sprog, dvs. at de tiltænkt til at bruges mellem mennesker med forskellige modersmål.
Loglan er lavet som led i forskningprojekt. Andre sprog er lavet som kunstværker for at give æstestisk nydelse, eller som filosofiske sprog som en måde at beskrive verden på.
De fleste kunstsprog – eller måske rettere kunstsprogprojekter – bliver ikke brugt i nogen nævneværdig udstrækning, men nogle enkelte er temmelig udbredte. Specielt esperanto har i hundredtusindvis af talere (nogle siger millionvis, og tallene er usikre) og en levende kultur med litteratur, teater, musik osv. Der er intet land der har et kunstsprog som officielt sprog, men der findes mennesker som har et kunstsprog (især esperanto) som modersmål.
Ofte tager man udgangspunkt i et eller flere naturlige sprog når man laver et kunstsprog, og grænsen mellem en reform af et eksisterende sprog og et nyt kunstsprog kan være flydende. Eksempler på sprog som normalt ikke opfattes som kunstsprog, men som i større eller mindre grad er bevidst konstruerede, er:
- Nynorsk
- Moderne hebraisk
- Indonesisk

Der er ingen modsætning mellem levende sprog, dvs. sprog som løbende udvikles ved brug, og kunstsprog som kun betegner hvordan sproget blev skabt. Begreberne kan kombineres som eksemplerne i tabellen herunder viser:
| Sprogtype     | Kunstsprog | Naturlige sprog |
| ------------- | ---------- | --------------- |
| Døde sprog    | Volapük    | prøjsisk        |
| Levende sprog | esperanto  | dansk           |

## Fiktive sprog
En særlig gruppe kunstsprog er de såkaldte "fiktive sprog" er et sprog der er opfundet af en eller flere personer, uden at hensigten er at skabe et egentligt brugbart sprog. Der kan være flere grunde til at man vælger at opfinde sit eget sprog, og en af dem kunne vel sagtens være for "at prøve det" – eller hvis man har interesse i sprog og/eller sprogforskning.
Fiktive sprog er også blevet opfundet, for at supplere fiktive universer, som fx Ringenes Herre. Her opfandt J.R.R. Tolkien mange sprog, hvoraf de to største og mest omfattende er Quenya og Sindarin.
Sprogforskeren David J. Peterson har konstrueret flere kunstsprog til forskellige fiktive universer, heriblandt: Valyrisk og Dothraki, hvoraf begge hører til Game of Thrones-universet.